# Bazéga
Bazéga is een van de 45 provincies van Burkina Faso. De hoofdstad is Kombissiri.

## Geografie
Bazéga heeft een oppervlakte van 3.963 km² en ligt in de regio Centre-Sud.
De provincie is onderverdeeld in 7 departementen: Doulougou, Gaongo, Ipelce, Kayao, Kombissiri, Sapone en Toece.

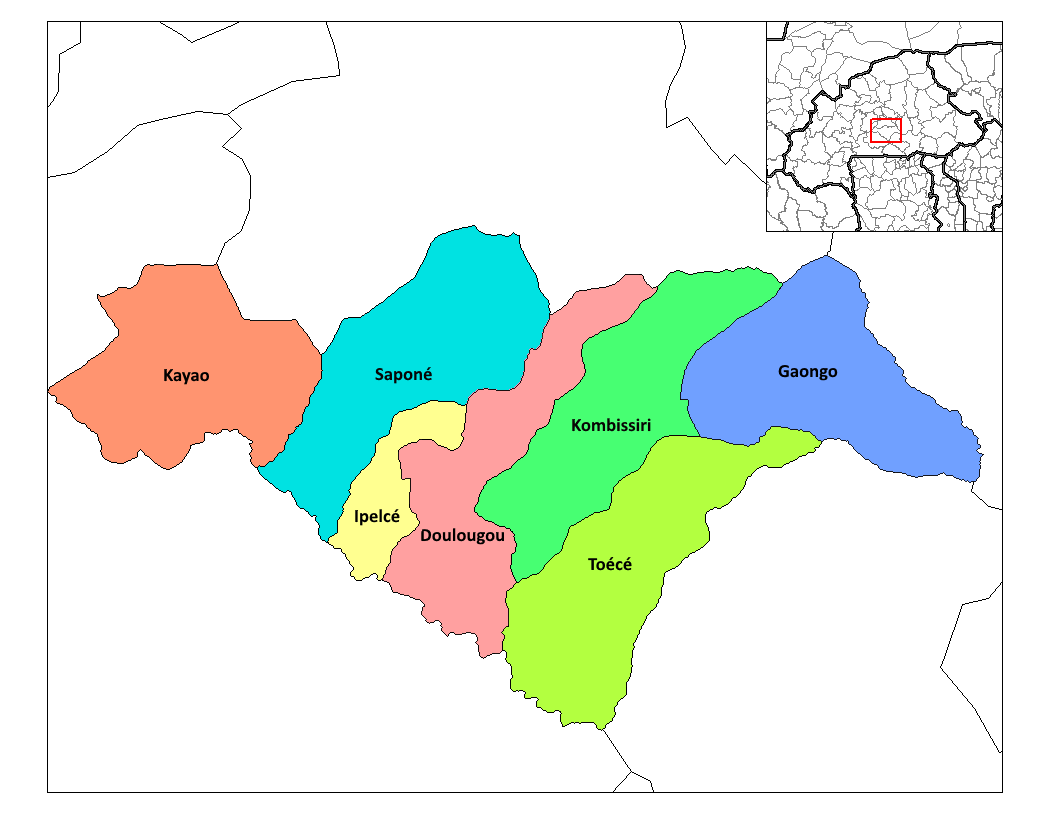
Departementen van Bazéga

## Bevolking
In 2001 leefden er 214.450 mensen in de provincie. In 2019 waren dat naar schatting 280.000 mensen.
Balé · Bam · Banwa · Bazéga · Bougouriba · Boulgou · Boulkiemdé · Comoé · Ganzourgou · Gnagna · Gourma · Houet · Ioba · Kadiogo · Kénédougou · Komondjari · Kompienga · Kossi · Koulpélogo · Kouritenga · Kourwéogo · Léraba · Loroum · Mouhoun · Nahouri · Namentenga · Nayala · Noumbiel · Oubritenga · Oudalan · Passoré · Poni · Sanguié · Sanmatenga · Séno · Sissili · Soum · Sourou · Tapoa · Tuy · Yagha · Yatenga · Ziro · Zondoma · Zoundwéogo